# Regimiento Zapadores
El Regimiento Zapadores, inicialmente Batallón “Zapadores”, fue una unidad del Ejército de Chile creada el 24 de abril de 1877 sobre la base del Batallón 7.º de Línea, en la plaza de Lumaco y para promover al desarrollo de la agricultura, industria y comercio y al mejor servicio de las operaciones militares en lo que más tarde sería la Región del Biobío y el territorio de Colonización con su calidad de ingenieros.
Al inicio de la Guerra del Pacífico su dotación fue aumentada en dos compañías el 21 de febrero de 1879, luego el 26 de febrero fue elevado a la categoría de regimiento.
Cuando pudieron ser reemplazados por las Guardias Nacionales Movilizadas se trasladó una brigada inmediatamente a Antofagasta, adonde arribaron el 28 de abril de 1879.
El regimiento fue el primero en adoptar la formación de guerrilla en sus ataques, bajo la supervisión de Ricardo Santa Cruz Vargas. Esta forma de avance, adaptada a la mayor cadencia de tiro de los fusiles de fines del siglo XIX, fue incorporada posteriormente por las otras unidades militares en la guerra.
Al comienzo de la guerra, estaba bajo las órdenes de:: 74 
- Comandante: Tte. Cnl. Gregorio Urrutia
- 2. Comandante: Tte. Cnl. Ricardo Santa Cruz Vargas
- Sargento Mayor: Nicanor Urízar

El 28 de octubre de 1879 fue embarcado en el Transporte Amazonas y tomo parte con 300 hombres en la primera ola del Desembarco y combate de Pisagua el 2 de noviembre: 408, 417–418  dando a sí comienzo a su larga campaña en la guerra.